# Покољ у Драксенићу
Покољ у Драксенићу представља примјер геноцида над Србима у Независној Држави Хрватској, конкретно на простору Козаре, котара Босанска Дубица (данас Општина Козарска Дубица). Злочин се догодио на Млади Божић, 14. јануара 1942. године, када су усташе и домобрани на звјерски начин, у храму Светога апостола и јеванђелисте Марка, погубили 207 становника Драксенића, махом жена и дјеце.

## Географски положај
Село Драксенић налази се у саставу општине Козарска Дубица, на подручју Козаре. Смјештено је у Дубичкој равни, у подножју Просаре, на раскршћу путева између Козарске Дубице и Јасеновца и између Козарске Дубице и Градишке. Село је удаљено 8 км од Коз. Дубице, 9 км од Јасеновца и 34 км од Градишке. Прије Другог свјетског рата Драксенић је имао око 1500 становника, и био је искључиво насељен српским православним становништвом. У селу је 1933. године подигнут храм Светога апостола и јеванђелисте Марка.

## Дешавања 1941. године
Након проглашења Независне Државе Хрватске и успостављања усташке власти Хрватско домобрансто и жандармерија НДХ успоставили су на подручју Босанске Дубице своја упоришта у већим сеоским насељима. Усташке власти нису могле да се ослоне на становништво, будући да на подручју Дубице нема насеља с хрватском етничком већином. Ово се нарочито појачава након избијања устанка на Козари крајем јула и почетком августа 1941.
Драксенић је био нарочито важан због тога што је осигуравао приступ логору Јасеновац. Током септембра долази до појачања посаде у селу коју је, уочи напада, чинило око 80 усташа, домобрана и жандарма.

## Усташки напад на село
Дана 14. јануара 1942. око 1200 усташа и домобрана из Босанске Градишке, Карађорђева, Бос. Дубице, Нове Градишке и Јасеновца, уз подршку два вода хаубица из Јасеновца и Хрватске Дубице извршили су напад на села Доњу Градину и Драксенић. У нападу су учествовале: 2. бојна 5. пјешачке пуковније, 1. сатнија пожечке докомандне бојне, 48. усташка сатнија из правца дубице, 1. сатнија 10. пјешачке пуковније из Бос. Градишке, једна сатнија домобрана из Карађорђева те 70 усташа и вод домобрана из Јасеновца. Све јединице биле су под заповједништвом потпуковника Сколибека, команданта 2. бојне, 5. пјешачке усташко-домобранске пуковније.
Партизани су успјели да зауставе усташко напредовање из правца Дубице, али су бројно надмоћније непријатељске снаге, уз артиљеријску подршку, убрзо савладале браниоце села.

## Покољ у храму
Након заузимања села усташе су позвале становнике у цркву. Речено им је да ће им се обратити командант. Преостали мјештани, већином жене и дјеца одазвали су се на позив. Тада је започео покољ.
Усташки злочинци су звјерски свирепо, ножевима, маљевима и тупим предметима уморили око 207 лица, већином дјеце, жена и стараца. Црква је потом запаљена, као и читаво село. Одведена је стока а остале вриједне ствари су такође опљачкане.
О овом злочину постоји неколико свједочанстава. Покољ су преживјеле Мара Благојевић као и Анка Павковић с кћерком Радојком.
Њихова сједочења су потресна. Мара Благојевић:
Ушле смо у цркву ... Налазимо се у звонику. Неће нико да иде према олтару... Примијетила сам много усташа око зидова олтара. Видим Савку Драчину сједи на столици. Не знам 
да ли је већ заклана или је стављена да гледа како усташе кољу. Сједјела је окренута народу у цркви. У томе само што сам се окренула, ударена сам бајонетом у ребра. Свалила сам се и пала. Остале жене вежу очи и падају на мене. Усташе су наставиле да их касапе. Моју мајку Росу Влајинић заклали су на мојим ногама. Осјећала сам да сам жива, па сам се помицала да уклоним погинуле са себе. Чула сам јаук жена, па сам и ја почела да јаучем. Онда сам се смирила и била сам при свијести. Ране које сам добила изнад и испод рамена страшно су ме бољеле. Међутим, страх ме је толико обузео да сам заборавила на болове...

Анка Павковић у својим казивањима, поред осталог, наводи:
... У кућу је ушло осам усташа с пушкама. Наредили су нам да изађемо јер нас позива усташки командант. Изишле смо и они су нас потјерали. Стигли смо пред цркву. Ту је већ њих троје било заклано... На улазу у цркву стоје двојица усташа и пропуштају нас дотјеране. Улазимо у цркву. Видимо више усташа са обје стране, недалеко од врата... и тако су нас опколили. Како смо наилазили почели су да нас боду бајонетима. Задобила сам десетак рана по врату, глави и по рукама. Ударали су нас бајонетима, кундацима и ашовима. Падали смо једни на друге под ударцима и убодима. Али они су наставили и даље да нас боду. Поред убијања вршили су и друга недјела, напаствовања и силовања... Ја сам пала са групом око мене... Чуо се плач дјетета Милана Петковића. Усташе су му пришле и удариле кундаком у главу. Био је то дјечачић стар годину, а можда и мање.
 Сачувано је и свједочење бораца Другог партизанског батаљона Другог крајишког НОП одреда Душана Торомана, Уроша Рељановића, Ђуре Котура и Миленка Јајчанина:
У цркви су лежале изнакажене жртве, из којих је још врела крв шикљала по бијелим зидовима. Међу њима су биле двије жене и једно дијете, још живи, али у полусвјесном стању... На улазним вратима од цркве на једној страни налазило се приковано и изнакажено тијело мушкарца, а на другој тијело жене, чије су груди просјечене, а кроз њих провучене руке. У олтару су биле издвојене дјевојке које су на посебан и звјерски начин мучене. У цркви су многе мајке лежале мртве, а на њиховим грудима дјеца избодена бајонетама.
Према казивању Маре Благојевић, у покољу становника Драксенића учествовао је и Валент Мајкић из Новске. Он је прије рата радио као млинар у Драксенићу и познавао је велики број људи. Након рата Мајкић је осуђен и стријељан.

## Страдање становништва Босанске Дубице
Од 1941. до 1945. године само у Драксенићу је укупно смртно страдало 896 лица што ово село сврстава на прво мјесто по броју страдалих у котару Босанска Дубица, котару у којем је забиљежено највеће страдање становништва у цијелој Југославији.
Од погинулих становника Драксенића 94 чине погинули борци док су 802 лица жртве усташког геноцида над српским народом или, како су то говорили комунистички историографи, ,,жртве фашистичког терора".
Током Другог свјетског рата страдало је чак 16.155 поименице познатих становника
котара/општине Босанска Дубица, што представља страдање око 53% предратног становништва. Иако је поименични попис страдалих становника котара Босанска Дубица прилично детаљан, може се претпоставити да је коначан број страдалих нешто већи, с обзиром да су у многим мјестима котара страдале читаве породице. Од 16.155 жртава 1.494 су пали борци НОВЈ, док су 14.625 цивилне жртве.
Са подручја овог котара живот је током рата изгубило најмање 4.149 (поименично познате) дјеце млађе од 14 година.
Од укупног броја страдалих становника котара Бос. Дубица 98,53% односно 15.918 чине жртве српске народности што јасно карактерише ове злочине као геноцид над Србима. Потпуно уништење Срба, као и Јевреја и Рома била је званична државна политика НДХ.

## Након рата
Године 1950. комунистичке власти су минирале остатке цркве у Драксенићу. У дворишту некадашњег храма сахрењене су жртве овог покоља. Подигнута је у свијету јединствена гробница у којо су сахрањени мозгови и крв невино страдалих жртава.
Комунистичка власт је и ове, као и све жртве геноцида називала ,,жртвама фашистичког терора".
Почетком 1990-их година започета је обнова Храма Светога јеванђелисте и апостола Марка која је довршена почетком ХХI вијека када је и храм поново отворен.
Године 2014. о покољу у Драксенићу снимљен је руски документарни филм под називом ,,Бог не заборавља своје мртве"